# Basilique des Martyrs de l'Ouganda
La basilique des Martyrs de l'Ouganda est le sanctuaire national de l'Église catholique commémorant les vingt-deux martyrs de l'Ouganda, à Namugongo. Construite de 1968 à 1973, elle s'élève à l'emplacement du martyre de Charles Lwanga et de ses compagnons. 
Cette basilique rassemble régulièrement des centaines de milliers ou des millions de pèlerins, surtout lors des célébrations annuelles du 3 juin, jour de la fête des martyrs, avec trois millions de pèlerins en 2015. Le pape Paul VI la consacre en 1969. Le pape Jean-Paul II s'y rend en février 1993 et l'élève peu après au rang de basilique mineure. Le pape François y va à son tour en novembre 2015, pour célébrer « l'œcuménisme du sang ».

## Localisation
La basilique est édifiée à Namugongo, à quinze kilomètres au nord-est du centre de Kampala, la capitale de l'Ouganda. Elle est édifiée à l'emplacement du martyre de Charles Lwanga, chef des pages.

## Historique
Les martyrs de l'Ouganda sont quarante-cinq chrétiens tués pour leur foi entre novembre 1885 et janvier 1887. Il s'agit de vingt-deux catholiques et vingt-trois anglicans.
L'église des Martyrs de l'Ouganda, maintenant aussi appelée basilique de Namugongo, est édifiée dans la localité de Namugongo, sur le lieu même du martyre de saint Charles Lwanga, le responsable des pages du roi, dont  beaucoup ont également été tués. La construction de l'église débute en 1968. 
Le pape Paul VI se rend en Ouganda pour la consacrer le 2 août 1969,. La construction s'achève en 1973. 
Le pape Jean-Paul II se recueille dans le sanctuaire le 7 février 1993,. L'église est érigée en basilique mineure le 28 avril 1993. Les pèlerins sont de plus en plus nombreux chaque 3 juin, jusqu'à être trois millions le 3 juin 2015.
D'importants travaux sont effectués dans la basilique et autour, de juillet à novembre 2015, financés en partie par le gouvernement.
Le pape François se rend au sanctuaire en novembre 2015 pour y célébrer « l'œcuménisme du sang » ayant réuni quarante-cinq anglicans et catholiques dans le martyre. Le pape commence par se recueillir au sanctuaire anglican proche, en présence de quarante-cinq évêques anglicans. Plus de 100 000 personnes sont venues tôt le matin, et c'est une assemblée de 200 000 à 300 000 personnes qui participent ensuite à la messe célébrée par le pape dans un grand espace de verdure à côté de la basilique.

## Description
La basilique, en forme de grand cône, rappelle la forme des huttes traditionnelles des Bagandas. Vingt-deux piliers extérieurs soutiennent l'édifice ; leur nombre rappelle les vingt-deux martyrs catholiques.
À l'intérieur de la basilique, l'autel principal, en face de l'entrée, est situé à l'emplacement du bûcher où Charles Lwanga a été brûlé vif.
La basilique est entourée d'un très vaste espace vert, permettant les rassemblements de grandes foules, et agrémenté de kiosques et d'une pièce d'eau. Le lac artificiel, à l'arrière de la basilique, rappelle la rivière près de laquelle s'élevait le bûcher des martyrs, et où les bourreaux se lavaient les mains après leur besogne.
Un sanctuaire anglican est édifié à quelques kilomètres, à l'emplacement du martyre des victimes anglicanes.

## Célébrations, pèlerinages
Les célébrations les plus importantes dans la basilique sont celles qui sont liées à la commémoration annuelle des martyrs, chaque 3 juin, jour de leur fête. C'est l'occasion de pèlerinages de masse attirant plusieurs centaines de milliers de personnes, venant aussi des pays voisins. Le 3 juin 2015, trois millions de pèlerins se sont rassemblés au sanctuaire. L'affluence augmente chaque année.
La basilique de Namugongo est le principal but de pèlerinage pour les Ougandais, et aussi pour les Tanzaniens, pays voisin de l'Ouganda. Pour La Croix, elle est l'emblème du catholicisme est-africain. Ce sanctuaire a une importance considérable pour l'Église et les chrétiens en Ouganda : ils ont l'habitude de s'y rendre dans les grands moments de joie comme de tristesse.